# Star Wars Episode I: Jedi Power Battles
Star Wars Episode I: Jedi Power Battles — компьютерная игра в жанре приключенческого экшена, разработанная и выпущенная LucasArts в 2000 году. Релиз игры состоялся в Северной Америке для PlayStation 30 марта 2000 года. Спустя некоторое время игра была выпущена для Sega Dreamcast и Game Boy Advance. 23 января 2025 года состоялся выход обновлённой версии игры, которую разработала студия Aspyr, на компьютеры под управлением Windows и консоли восьмого и девятого поколений.
Геймплей игры напоминает Fighting Force, каждый уровень представляется ограниченным пространством, по которому игроку можно ходить и попутно сражаться с врагами. В арсенале находится только световой меч, который можно временно улучшать во время прохождения уровня, для нанесения врагу большего урона. Также за время прохождения можно совершенствовать искусство владения световым мечом.

## Игровой процесс
Сюжетно, игра повторяет события фильма «Звёздные войны. Эпизод I: Скрытая угроза» с небольшими упущениями. Игроки могут выбрать одного из пяти Джедаев. Игра начинается с Торгового Корабля Федерации и заканчивается битвой против Дарта Мола на Набу. Главное оружие в игре — это Световой меч, им можно убивать врагов и отражать выстрелы бластеров. Система битвы лазерным мечом довольна упрощена, кнопка R1 позволит заблокировать атаки ближайшего противника. Для специальных атак можно использовать предметы и силу. На большем числе уровней массу проблем предоставляет «пазл с прыжками». Один игрок может играть как и в кампанию, так и в мультиплеер с другим игроком. Версия для Dreamcast имеет 2 дополнительных режима игры — обучающий и дуэль.

### Персонажи
В Jedi Power Battles разрешается играть за следующих персонажей
- Джедай Магистр Квай-Гон Джинн
- Джедай Падаван Оби-Ван Кеноби
- Джедай Магистр Мейс Винду
- Джедай Магистр Ади Галлия (нет в версии для GBA)
- Джедай Магистр Пло Кун (нет в версии для GBA)

#### Секретные персонажи
Следующих персонажей можно разблокировать после окончания игры. Этих персонажей нельзя улучшить путём прохождения уровней.
- Королева Амидала на Набу (разблокируется после прохождения игры за Оби-Вана Кеноби) — она использует рукопашный бой и ручной бластер (нет в версии для GBA).
- Капитан Панака (разблокируется после прохождения игры за Оби-Вана Кеноби) — он использует рукопашный бой и бластер (нет в версии для GBA).
- Лорд Ситхов Дарт Мол (разблокируется после прохождения игры за Квай-Гон Джинна или после прохождения всей игры на GBA) — он использует один меч в версии для PS и двойной меч в версии для Dreamcast и GBA.
- Магистр Ордена Джедаев Ки-Ади-Мунди (только в версии для Dreamcast, разблокируется после прохождения тренировки любым из 5 стартовых джедаев)

### Уровни
Игра состоит из 10 уровней:
- Торговый Корабль Федерации
- Болота Набу
- Город Тид
- Дворец Тида
- Татуин
- Корусант
- Руины
- Улицы Тида
- Наскальный Дворец
- Финальная Битва

Есть ещё четыре уровня, которые разблокируются после прохождения всей игры определённым персонажем:
- «Droidekas!» — игрок нападает боевым дроидом (дроидеком) на Дворец Тида.
- «Kaadu Race!» — гонки через болота.
- «Gungan Roundup!» — игра Гунганом в игру похожую на футбол, за исключением того, что Джа-Джа Бинкс выступает в роли мяча.
- «Survival Challenge!» — вы должны победить сотню врагов и остаться в живых, после прохождения разблокируется Совершенный Световой Меч, который наносит критические повреждения, за исключением битв с боссами, которых нельзя убить одним ударом.

## Оценки
| Сводный рейтинг       | Сводный рейтинг | Сводный рейтинг | Сводный рейтинг |
| Издание               | Оценка          | Оценка          | Оценка          |
| Издание               | Dreamcast       | GBA             | PS              |
| --------------------- | --------------- | --------------- | --------------- |
| GameRankings          | 74,73 %         | 56,96 %         | 56,93 %         |
| Metacritic            | 76/100          | 58/100          |                 |
| Иноязычные издания    |                 |                 |                 |
| Издание               | Оценка          | Оценка          | Оценка          |
| Издание               | Dreamcast       | GBA             | PS              |
| AllGame               | [ 7 ]           | [ 8 ]           | [ 9 ]           |
| EGM                   | 8/10            |                 | 4,16/10         |
| Eurogamer             |                 |                 | 4/10            |
| GameFan               | 79 %            |                 | 62 %            |
| Game Informer         | 8/10            | 6,25/10         | 8/10            |
| GamePro               | [ 18 ]          |                 |                 |
| GameSpot              | 5,8/10          |                 | 5,4/10          |
| GameSpy               | 7/10            |                 |                 |
| GameZone              |                 | 8/10            |                 |
| IGN                   | 6,8/10          | 4/10            | 3/10            |
| Nintendo Power        |                 | 2,9/5           |                 |
| OPM                   |                 |                 | [ 27 ]          |
| Русскоязычные издания |                 |                 |                 |
| Издание               | Оценка          | Оценка          | Оценка          |
| Издание               | Dreamcast       | GBA             | PS              |
| «Страна игр»          |                 |                 | 5,5 из 10       |

Версия для Dreamcast получила положительные отзывы критиков, в то же время остальные версии подверглись жесткой критике.